# Faune en Lituanie
La Lituanie est un petit pays boisé et agricole situé sur les rives de la mer Baltique. Elle appartient à l'écozone du Paléarctique (étant une zone de transition entre les régions du Paléarctique occidental et d'Europe-Sibérie) et à l'écorégion marine tempérée de l'Atlantique Nord.
Phytogéographiquement, le pays appartient à la zone d'Europe de l'Est de la région circumboréale sein de la région arctique. Selon le WWF, la Lituanie appartient à l'écorégion des forêts mixtes sarmatiques.

## Vertébrés
Les chevreuils sont les grands vertébrés les plus nombreux du pays avec plus de 120 000 individus. La Lituanie abrite plus de 55 000 sangliers, 22 000 cerfs élaphes, 21 000 daims et 7 000 élans.
Le nombre de lynx et de loups a souffert pendant l'occupation soviétique car les animaux étaient pourchassés. Après leur protection, le nombre de grands carnivores a atteint un sommet au début des années 1990 mais il a depuis légèrement diminué en raison de l'augmentation de la pression de la chasse. La Lituanie abriterait environ 200 lynx, 800 loups et 27 000 renards.
Des tentatives de réintroduction de grands herbivores tel que le bison d'Europe ont eu lieu en Lituanie,.

## Araignées
Le pays abirterait 445 espèces d'araignées d'après une étude de 2011. 

## Voir également
- Liste des mammifères en Lituanie